# Roman Lisko
Roman Lisko (ukr. Роман Лиско; Horodok kod Lavova, 14. kolovoza 1914. – Lavov, 14. listopada 1949.), ukrajinski grkokatolički svećenik, mučenik i blaženik Katoličke Ckrve.

## Životopis
Rođen je 14. kolovoza 1914. u gradu Horodoku kraj Lavova. Bogosloviju je studirao na Ukrajinskom katoličkom sveučilištu u Lavovu. Za svećenika je zaređen 28. kolovoza 1941. od strane ukrajinskog grkokatoličkog metropolita Andreja Šeptickija.
Tijekom 1930-ih bio je član pokreta ukrajinskih katolika Plast i vođa skupine Lisice (Lys).
Pripadnici sovjetske tajne policije NKVD-a uhitila ga je 9. rujna 1949. i zatvorila ga u lavovskoj Ulici Lonckoga, u zloglasnoj tamnici Ljukavjanki, jer se nije želio pridružiti Ruskoj pravoslavnoj Crkvi. Bio je podvrgnut mukama i izgladnjivan. Postao je poznat po glasnom pjevanju psalama kojim je nakon mučenja odjekivala njegova ćelija i cijela tamnica. Njegovi tamničari mislili su da mu se pomutio razum pa su ga živog zazidali te je preminuo 14. listopada 1949. godine.
Papa Ivan Pavao II. proglasio ga je blaženim 27. lipnja 2001. u rodnom Lavovu, zajedno s još 24 ukrajinska mučenika, žrtava sovjetskog režima. Proglašenju je bila nazočna i blaženikova supruga, 79-godišnja Neonila Lisko.